# 2-ethylhexylacrylaat
2-ethylhexylacrylaat is een organische verbinding met als brutoformule C11H20O2. De stof komt voor als een kleurloze vloeistof met een zoete geur en is onoplosbaar in water.

## Synthese
2-ethylhexylacrylaat wordt geproduceerd door de verestering van acrylzuur met 2-ethyl-1-hexanol. De katalysator is zwavelzuur. Een andere mogelijke synthese is de omestering van een andere acrylzuurester met 2-ethyl-1-hexanol.

## Toepassingen
2-ethylhexylacrylaat is een zeer dankbare stof die aangewend wordt als basiscomponent voor verschillende chemische syntheses, omdat ze snel additiereacties ondergaat met een grote waaier aan zowel anorganische als organische verbindingen.
2-ethylhexylacrylaat vormt gemakkelijk homopolymeren en copolymeren. Copolymeren zijn onder meer mogelijk met: acrylzuur, acrylaten, amiden of esters en methacrylaten, acrylonitrilen, malonzuuresters, vinylacetaat, vinylchloride, vinylideeënchloride, styreen of 1,3-butadieen.

## Toxicologie en veiligheid
De stof kan gemakkelijk polymeriseren onder invloed van licht, hitte en peroxiden. Ze reageert hevig met sterk oxiderende stoffen.
De stof is irriterend voor de ogen, de huid en de luchtwegen. Herhaald of langdurig (huid)contact kan de huid gevoelig maken, en blijvende (huid)irritatie veroorzaken.